# Deilephila scotica
Deilephila scotica är en fjärilsart som beskrevs av Tutt 1904. Deilephila scotica ingår i släktet Deilephila och familjen svärmare. Inga underarter finns listade i Catalogue of Life.